# Lübecker Senat 1891 und 1892

Flagge Lübecks 1890–1935

Der Senat der Freien und Hansestadt Lübeck als Kabinett in den Jahren 1891 und 1892. 

## Bürgermeister

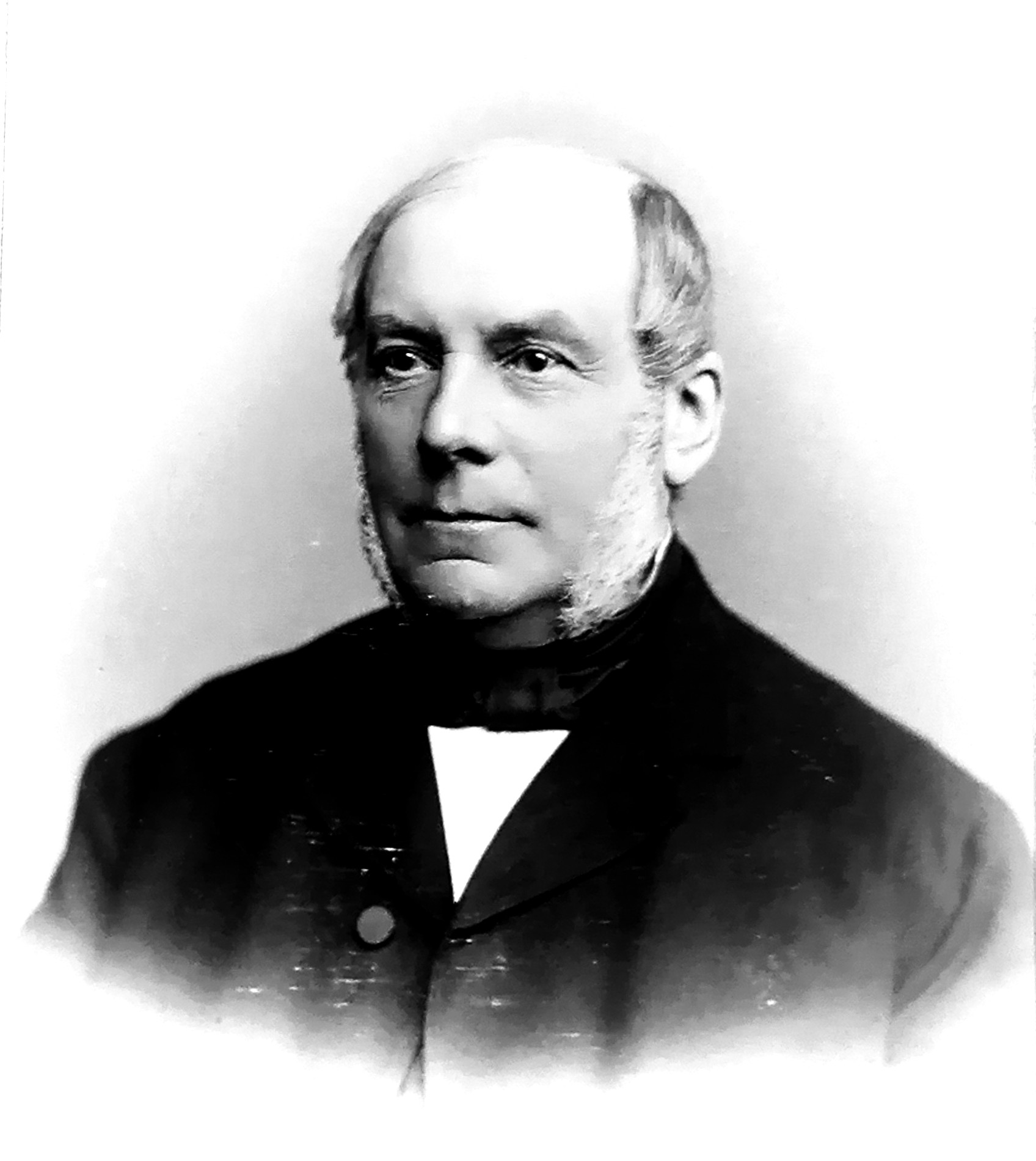
Heinrich Theodor Behn in seinen Amtsräumen

- Heinrich Theodor Behn, Senator seit 1858

## Senatoren
- Georg Friedrich Harms, seit 1866. Gestorben am 4. Mai 1892.
- Arthur Gustav Kulenkamp, seit 1869
- Wilhelm Brehmer, seit 1870
- Franz Eduard Hermann Rittscher, seit 1873
- Thomas Johann Heinrich Mann, seit 1877. Gestorben am 13. Oktober 1891.
- Johannes Fehling, seit 1878
- Heinrich Klug, seit 1879
- Heinrich Alphons Plessing, seit 1879
- Karl Peter Klügmann, seit 1880
- Emil Wolpmann, seit 1883
- Johann Hermann Eschenburg, seit 1884
- Johann Georg Eschenburg, seit 1885
- Georg Arnold Behn, seit 1889
- Hermann Deecke, seit 1891
- Karl Alfred Brattström, seit 1892